# Leucania uruma
Leucania uruma là một loài bướm đêm trong họ Noctuidae.